# Akwin
Akwin (wł. Aquino, łac. Aquinum) – miejscowość i gmina we Włoszech, w regionie Lacjum, w prowincji Frosinone, 12 km na północ od Cassino.
Według danych na rok 2004 gminę zamieszkuje 5337 osób, 280,9 os./km².
W Akwinie urodził się Juwenalis i cesarz rzymski Pesceniusz Niger. W położonym 8 km na północ zamku Roccasecca urodził się syn hrabiego Akwinu św. Tomasz.